# Neoclinini
Die Neoclinini sind eine zwei Gattungen und zwölf Arten umfassende Tribus der Hechtschleimfische (Chaenopsidae), die zu beiden Seiten des Pazifiks an den Küsten von Japan, Südkorea und Taiwan, an den Küsten von Kalifornien und Baja California, sowie an der Pazifikküste von Costa Rica und Panama vorkommt.

## Merkmale
Wie alle Schleimfischartige sind die Neoclinini kleine, schlanke Fische mit einem seitlich abgeflachten Körper und einer abgestumpften Schnauze. Je nach Art erreichen sie eine Länge von 5 bis 30 Zentimeter. Im Unterschied zu den meisten anderen Schleimfischartigen besitzen die Neoclinini winzige Schuppen und eine vollständige Seitenlinie.
- Flossenformel: Dorsale XVIII–XXVII/31–34; Anale 26–36; Pectorale 12–16.
- Branchiostegalstrahlen: 6–7.

## Lebensweise
Die verschiedenen Arten der Neoclinini leben in der Nähe felsiger Küsten bodennah in relativ flachem Wasser zwischen Felsen und Steinen und ernähren sich von Zooplankton. Als Versteck dienen die Schalen von Weichtieren oder verlassene Röhren von Röhrenwürmern.

## Gattungen und Arten

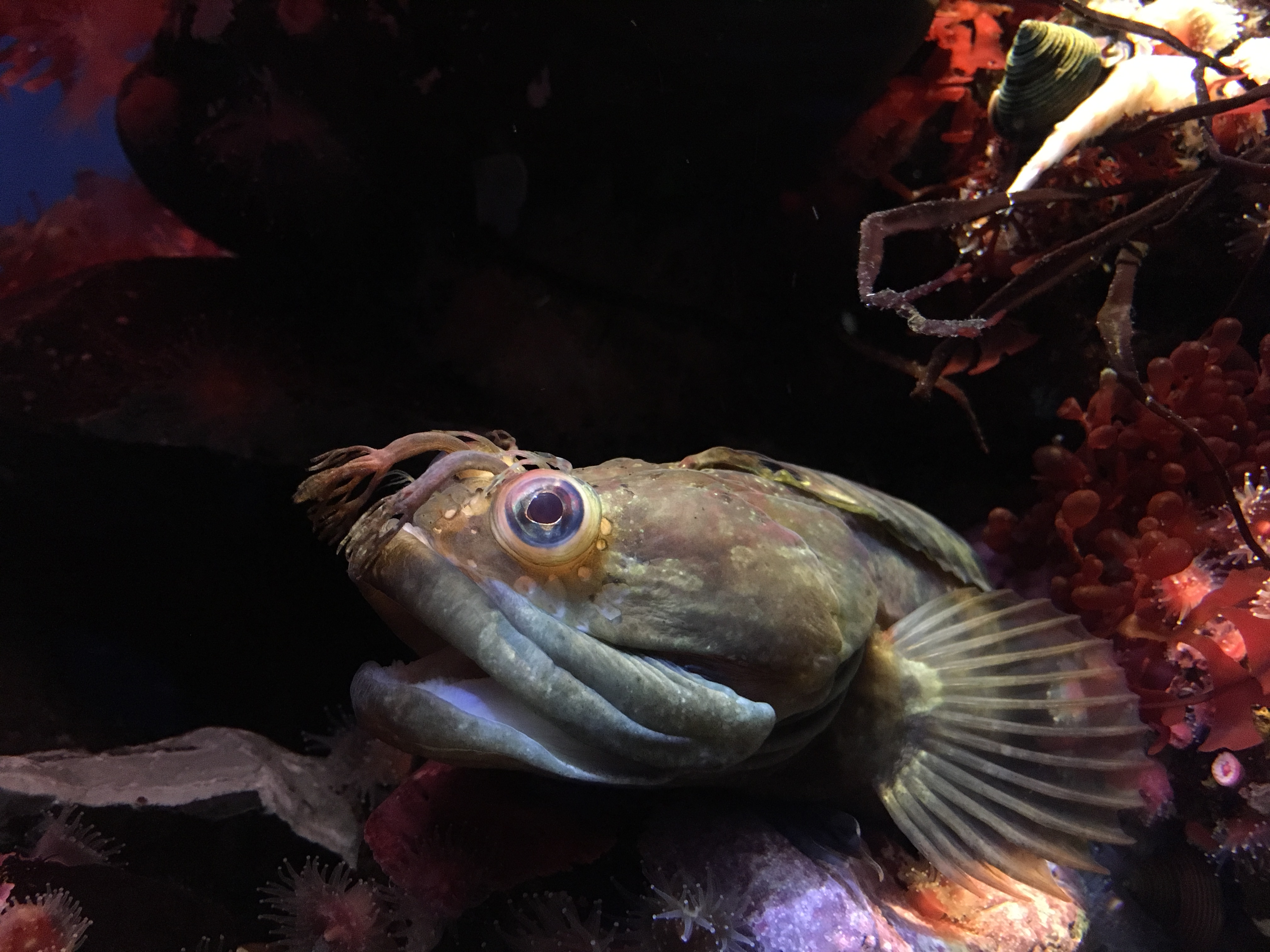
Neoclinus uninotatus

- Mccoskerichthys Rosenblatt & Stephens, 1978
  - Mccoskerichthys sandae Rosenblatt & Stephens, 1978
- Neoclinus Girard, 1858[4]
  - Neoclinus blanchardi Girard, 1858
  - Neoclinus bryope (Jordan & Snyder, 1902)
  - Neoclinus chihiroe Fukao, 1987
  - Neoclinus lacunicola Fukao, 1980
  - Neoclinus nudus Stephens & Springer, 1971
  - Neoclinus okazakii Fukao, 1987
  - Neoclinus stephensae Hubbs, 1953
  - Neoclinus toshimaensis Fukao, 1980
  - Neoclinus uninotatus Hubbs, 1953
  - Neoclinus monogrammus Murase, Aizawa & Sunobe, 2010
  - Neoclinus nudiceps Murase, Aizawa & Sunobe, 2010

## Systematik
Die Tribus Neoclinini mit Neoclinus als einziger Gattung wurde 1953 durch den amerikanischen Ichthyologen Carl Leavitt Hubbs eingeführt und der Unterfamilie der Hechtschleimfische (Chaenopsinae) in der Familie der Schleimfische (Blenniidae) eingeführt. Heute gelten die Hechtschleimfische als eigenständige Familie. Diese ist jedoch unter Einbeziehung der Neoclinini keine monophyletische Gruppe. Die Neoclinini sind vielmehr die Schwestergruppe einer aus den Familien Beschuppte Schleimfische (Labrisomidae), Hechtschleimfische und Sandsterngucker (Dactyloscopidae) gebildeten Klade und verdienen aufgrund dieser Position eigentlich den Rang einer Familie. Bisher wurde jedoch darauf verzichtet die Neoclinini zu einer eigenständigen Familie der Schleimfischartigen zu machen.
Das folgende Kladogramm zeigt die systematische Stellung der Neoclinini:
|  | Beschuppte Schleimfische (Labrisomidae)                                                                 |
|  | |
|  | \| \| Hechtschleimfische (Chaenopsidae) \| \| \| \| \| \| Sandsterngucker (Dactyloscopidae) \| \| \| \| |
|  | |
|  | Hechtschleimfische (Chaenopsidae)                                                                       |
|  | |
|  | Sandsterngucker (Dactyloscopidae)                                                                       |
|  | |

|  | Hechtschleimfische (Chaenopsidae) |
|  |                                   |
|  | Sandsterngucker (Dactyloscopidae) |
|  |                                   |

|  | Beschuppte Schleimfische (Labrisomidae)                                                                 |
|  | |
|  | \| \| Hechtschleimfische (Chaenopsidae) \| \| \| \| \| \| Sandsterngucker (Dactyloscopidae) \| \| \| \| |
|  | |
|  | Hechtschleimfische (Chaenopsidae)                                                                       |
|  | |
|  | Sandsterngucker (Dactyloscopidae)                                                                       |
|  | |

|  | Hechtschleimfische (Chaenopsidae) |
|  |                                   |
|  | Sandsterngucker (Dactyloscopidae) |
|  |                                   |

|  | Beschuppte Schleimfische (Labrisomidae)                                                                 |
|  | |
|  | \| \| Hechtschleimfische (Chaenopsidae) \| \| \| \| \| \| Sandsterngucker (Dactyloscopidae) \| \| \| \| |
|  | |
|  | Hechtschleimfische (Chaenopsidae)                                                                       |
|  | |
|  | Sandsterngucker (Dactyloscopidae)                                                                       |
|  | |

|  | Hechtschleimfische (Chaenopsidae) |
|  |                                   |
|  | Sandsterngucker (Dactyloscopidae) |
|  |                                   |

|  | Beschuppte Schleimfische (Labrisomidae)                                                                 |
|  | |
|  | \| \| Hechtschleimfische (Chaenopsidae) \| \| \| \| \| \| Sandsterngucker (Dactyloscopidae) \| \| \| \| |
|  | |
|  | Hechtschleimfische (Chaenopsidae)                                                                       |
|  | |
|  | Sandsterngucker (Dactyloscopidae)                                                                       |
|  | |

|  | Hechtschleimfische (Chaenopsidae) |
|  |                                   |
|  | Sandsterngucker (Dactyloscopidae) |
|  |                                   |

|  | Beschuppte Schleimfische (Labrisomidae)                                                                 |
|  | |
|  | \| \| Hechtschleimfische (Chaenopsidae) \| \| \| \| \| \| Sandsterngucker (Dactyloscopidae) \| \| \| \| |
|  | |
|  | Hechtschleimfische (Chaenopsidae)                                                                       |
|  | |
|  | Sandsterngucker (Dactyloscopidae)                                                                       |
|  | |

|  | Hechtschleimfische (Chaenopsidae) |
|  |                                   |
|  | Sandsterngucker (Dactyloscopidae) |
|  |                                   |

|  | Beschuppte Schleimfische (Labrisomidae)                                                                 |
|  | |
|  | \| \| Hechtschleimfische (Chaenopsidae) \| \| \| \| \| \| Sandsterngucker (Dactyloscopidae) \| \| \| \| |
|  | |
|  | Hechtschleimfische (Chaenopsidae)                                                                       |
|  | |
|  | Sandsterngucker (Dactyloscopidae)                                                                       |
|  | |

|  | Hechtschleimfische (Chaenopsidae) |
|  |                                   |
|  | Sandsterngucker (Dactyloscopidae) |
|  |                                   |

|  | Beschuppte Schleimfische (Labrisomidae)                                                                 |
|  | |
|  | \| \| Hechtschleimfische (Chaenopsidae) \| \| \| \| \| \| Sandsterngucker (Dactyloscopidae) \| \| \| \| |
|  | |
|  | Hechtschleimfische (Chaenopsidae)                                                                       |
|  | |
|  | Sandsterngucker (Dactyloscopidae)                                                                       |
|  | |

|  | Hechtschleimfische (Chaenopsidae) |
|  |                                   |
|  | Sandsterngucker (Dactyloscopidae) |
|  |                                   |

|  | Beschuppte Schleimfische (Labrisomidae)                                                                 |
|  | |
|  | \| \| Hechtschleimfische (Chaenopsidae) \| \| \| \| \| \| Sandsterngucker (Dactyloscopidae) \| \| \| \| |
|  | |
|  | Hechtschleimfische (Chaenopsidae)                                                                       |
|  | |
|  | Sandsterngucker (Dactyloscopidae)                                                                       |
|  | |

|  | Hechtschleimfische (Chaenopsidae) |
|  |                                   |
|  | Sandsterngucker (Dactyloscopidae) |
|  |                                   |

|  | Beschuppte Schleimfische (Labrisomidae)                                                                 |
|  | |
|  | \| \| Hechtschleimfische (Chaenopsidae) \| \| \| \| \| \| Sandsterngucker (Dactyloscopidae) \| \| \| \| |
|  | |
|  | Hechtschleimfische (Chaenopsidae)                                                                       |
|  | |
|  | Sandsterngucker (Dactyloscopidae)                                                                       |
|  | |

|  | Hechtschleimfische (Chaenopsidae) |
|  |                                   |
|  | Sandsterngucker (Dactyloscopidae) |
|  |                                   |

|  | Beschuppte Schleimfische (Labrisomidae)                                                                 |
|  | |
|  | \| \| Hechtschleimfische (Chaenopsidae) \| \| \| \| \| \| Sandsterngucker (Dactyloscopidae) \| \| \| \| |
|  | |
|  | Hechtschleimfische (Chaenopsidae)                                                                       |
|  | |
|  | Sandsterngucker (Dactyloscopidae)                                                                       |
|  | |

|  | Hechtschleimfische (Chaenopsidae) |
|  |                                   |
|  | Sandsterngucker (Dactyloscopidae) |
|  |                                   |

|  | Beschuppte Schleimfische (Labrisomidae)                                                                 |
|  | |
|  | \| \| Hechtschleimfische (Chaenopsidae) \| \| \| \| \| \| Sandsterngucker (Dactyloscopidae) \| \| \| \| |
|  | |
|  | Hechtschleimfische (Chaenopsidae)                                                                       |
|  | |
|  | Sandsterngucker (Dactyloscopidae)                                                                       |
|  | |

|  | Hechtschleimfische (Chaenopsidae) |
|  |                                   |
|  | Sandsterngucker (Dactyloscopidae) |
|  |                                   |

|  | Beschuppte Schleimfische (Labrisomidae)                                                                 |
|  | |
|  | \| \| Hechtschleimfische (Chaenopsidae) \| \| \| \| \| \| Sandsterngucker (Dactyloscopidae) \| \| \| \| |
|  | |
|  | Hechtschleimfische (Chaenopsidae)                                                                       |
|  | |
|  | Sandsterngucker (Dactyloscopidae)                                                                       |
|  | |

|  | Hechtschleimfische (Chaenopsidae) |
|  |                                   |
|  | Sandsterngucker (Dactyloscopidae) |
|  |                                   |

|  | Beschuppte Schleimfische (Labrisomidae)                                                                 |
|  | |
|  | \| \| Hechtschleimfische (Chaenopsidae) \| \| \| \| \| \| Sandsterngucker (Dactyloscopidae) \| \| \| \| |
|  | |
|  | Hechtschleimfische (Chaenopsidae)                                                                       |
|  | |
|  | Sandsterngucker (Dactyloscopidae)                                                                       |
|  | |

|  | Hechtschleimfische (Chaenopsidae) |
|  |                                   |
|  | Sandsterngucker (Dactyloscopidae) |
|  |                                   |

|  | Beschuppte Schleimfische (Labrisomidae)                                                                 |
|  | |
|  | \| \| Hechtschleimfische (Chaenopsidae) \| \| \| \| \| \| Sandsterngucker (Dactyloscopidae) \| \| \| \| |
|  | |
|  | Hechtschleimfische (Chaenopsidae)                                                                       |
|  | |
|  | Sandsterngucker (Dactyloscopidae)                                                                       |
|  | |

|  | Hechtschleimfische (Chaenopsidae) |
|  |                                   |
|  | Sandsterngucker (Dactyloscopidae) |
|  |                                   |

|  | Beschuppte Schleimfische (Labrisomidae)                                                                 |
|  | |
|  | \| \| Hechtschleimfische (Chaenopsidae) \| \| \| \| \| \| Sandsterngucker (Dactyloscopidae) \| \| \| \| |
|  | |
|  | Hechtschleimfische (Chaenopsidae)                                                                       |
|  | |
|  | Sandsterngucker (Dactyloscopidae)                                                                       |
|  | |

|  | Hechtschleimfische (Chaenopsidae) |
|  |                                   |
|  | Sandsterngucker (Dactyloscopidae) |
|  |                                   |

|  | Beschuppte Schleimfische (Labrisomidae)                                                                 |
|  | |
|  | \| \| Hechtschleimfische (Chaenopsidae) \| \| \| \| \| \| Sandsterngucker (Dactyloscopidae) \| \| \| \| |
|  | |
|  | Hechtschleimfische (Chaenopsidae)                                                                       |
|  | |
|  | Sandsterngucker (Dactyloscopidae)                                                                       |
|  | |

|  | Hechtschleimfische (Chaenopsidae) |
|  |                                   |
|  | Sandsterngucker (Dactyloscopidae) |
|  |                                   |

|  | Beschuppte Schleimfische (Labrisomidae)                                                                 |
|  | |
|  | \| \| Hechtschleimfische (Chaenopsidae) \| \| \| \| \| \| Sandsterngucker (Dactyloscopidae) \| \| \| \| |
|  | |
|  | Hechtschleimfische (Chaenopsidae)                                                                       |
|  | |
|  | Sandsterngucker (Dactyloscopidae)                                                                       |
|  | |

|  | Hechtschleimfische (Chaenopsidae) |
|  |                                   |
|  | Sandsterngucker (Dactyloscopidae) |
|  |                                   |

|  | Beschuppte Schleimfische (Labrisomidae)                                                                 |
|  | |
|  | \| \| Hechtschleimfische (Chaenopsidae) \| \| \| \| \| \| Sandsterngucker (Dactyloscopidae) \| \| \| \| |
|  | |
|  | Hechtschleimfische (Chaenopsidae)                                                                       |
|  | |
|  | Sandsterngucker (Dactyloscopidae)                                                                       |
|  | |

|  | Hechtschleimfische (Chaenopsidae) |
|  |                                   |
|  | Sandsterngucker (Dactyloscopidae) |
|  |                                   |

|  | Beschuppte Schleimfische (Labrisomidae)                                                                 |
|  | |
|  | \| \| Hechtschleimfische (Chaenopsidae) \| \| \| \| \| \| Sandsterngucker (Dactyloscopidae) \| \| \| \| |
|  | |
|  | Hechtschleimfische (Chaenopsidae)                                                                       |
|  | |
|  | Sandsterngucker (Dactyloscopidae)                                                                       |
|  | |

|  | Hechtschleimfische (Chaenopsidae) |
|  |                                   |
|  | Sandsterngucker (Dactyloscopidae) |
|  |                                   |

|  | Beschuppte Schleimfische (Labrisomidae)                                                                 |
|  | |
|  | \| \| Hechtschleimfische (Chaenopsidae) \| \| \| \| \| \| Sandsterngucker (Dactyloscopidae) \| \| \| \| |
|  | |
|  | Hechtschleimfische (Chaenopsidae)                                                                       |
|  | |
|  | Sandsterngucker (Dactyloscopidae)                                                                       |
|  | |

|  | Hechtschleimfische (Chaenopsidae) |
|  |                                   |
|  | Sandsterngucker (Dactyloscopidae) |
|  |                                   |

|  | Beschuppte Schleimfische (Labrisomidae)                                                                 |
|  | |
|  | \| \| Hechtschleimfische (Chaenopsidae) \| \| \| \| \| \| Sandsterngucker (Dactyloscopidae) \| \| \| \| |
|  | |
|  | Hechtschleimfische (Chaenopsidae)                                                                       |
|  | |
|  | Sandsterngucker (Dactyloscopidae)                                                                       |
|  | |

|  | Hechtschleimfische (Chaenopsidae) |
|  |                                   |
|  | Sandsterngucker (Dactyloscopidae) |
|  |                                   |

|  | Beschuppte Schleimfische (Labrisomidae)                                                                 |
|  | |
|  | \| \| Hechtschleimfische (Chaenopsidae) \| \| \| \| \| \| Sandsterngucker (Dactyloscopidae) \| \| \| \| |
|  | |
|  | Hechtschleimfische (Chaenopsidae)                                                                       |
|  | |
|  | Sandsterngucker (Dactyloscopidae)                                                                       |
|  | |

|  | Hechtschleimfische (Chaenopsidae) |
|  |                                   |
|  | Sandsterngucker (Dactyloscopidae) |
|  |                                   |

|  | Beschuppte Schleimfische (Labrisomidae)                                                                 |
|  | |
|  | \| \| Hechtschleimfische (Chaenopsidae) \| \| \| \| \| \| Sandsterngucker (Dactyloscopidae) \| \| \| \| |
|  | |
|  | Hechtschleimfische (Chaenopsidae)                                                                       |
|  | |
|  | Sandsterngucker (Dactyloscopidae)                                                                       |
|  | |

|  | Hechtschleimfische (Chaenopsidae) |
|  |                                   |
|  | Sandsterngucker (Dactyloscopidae) |
|  |                                   |

|  | Beschuppte Schleimfische (Labrisomidae)                                                                 |
|  | |
|  | \| \| Hechtschleimfische (Chaenopsidae) \| \| \| \| \| \| Sandsterngucker (Dactyloscopidae) \| \| \| \| |
|  | |
|  | Hechtschleimfische (Chaenopsidae)                                                                       |
|  | |
|  | Sandsterngucker (Dactyloscopidae)                                                                       |
|  | |

|  | Hechtschleimfische (Chaenopsidae) |
|  |                                   |
|  | Sandsterngucker (Dactyloscopidae) |
|  |                                   |

|  | Beschuppte Schleimfische (Labrisomidae)                                                                 |
|  | |
|  | \| \| Hechtschleimfische (Chaenopsidae) \| \| \| \| \| \| Sandsterngucker (Dactyloscopidae) \| \| \| \| |
|  | |
|  | Hechtschleimfische (Chaenopsidae)                                                                       |
|  | |
|  | Sandsterngucker (Dactyloscopidae)                                                                       |
|  | |

|  | Hechtschleimfische (Chaenopsidae) |
|  |                                   |
|  | Sandsterngucker (Dactyloscopidae) |
|  |                                   |

|  | Beschuppte Schleimfische (Labrisomidae)                                                                 |
|  | |
|  | \| \| Hechtschleimfische (Chaenopsidae) \| \| \| \| \| \| Sandsterngucker (Dactyloscopidae) \| \| \| \| |
|  | |
|  | Hechtschleimfische (Chaenopsidae)                                                                       |
|  | |
|  | Sandsterngucker (Dactyloscopidae)                                                                       |
|  | |

|  | Hechtschleimfische (Chaenopsidae) |
|  |                                   |
|  | Sandsterngucker (Dactyloscopidae) |
|  |                                   |

|  | Beschuppte Schleimfische (Labrisomidae)                                                                 |
|  | |
|  | \| \| Hechtschleimfische (Chaenopsidae) \| \| \| \| \| \| Sandsterngucker (Dactyloscopidae) \| \| \| \| |
|  | |
|  | Hechtschleimfische (Chaenopsidae)                                                                       |
|  | |
|  | Sandsterngucker (Dactyloscopidae)                                                                       |
|  | |

|  | Hechtschleimfische (Chaenopsidae) |
|  |                                   |
|  | Sandsterngucker (Dactyloscopidae) |
|  |                                   |

|  | Beschuppte Schleimfische (Labrisomidae)                                                                 |
|  | |
|  | \| \| Hechtschleimfische (Chaenopsidae) \| \| \| \| \| \| Sandsterngucker (Dactyloscopidae) \| \| \| \| |
|  | |
|  | Hechtschleimfische (Chaenopsidae)                                                                       |
|  | |
|  | Sandsterngucker (Dactyloscopidae)                                                                       |
|  | |

|  | Hechtschleimfische (Chaenopsidae) |
|  |                                   |
|  | Sandsterngucker (Dactyloscopidae) |
|  |                                   |

|  | Beschuppte Schleimfische (Labrisomidae)                                                                 |
|  | |
|  | \| \| Hechtschleimfische (Chaenopsidae) \| \| \| \| \| \| Sandsterngucker (Dactyloscopidae) \| \| \| \| |
|  | |
|  | Hechtschleimfische (Chaenopsidae)                                                                       |
|  | |
|  | Sandsterngucker (Dactyloscopidae)                                                                       |
|  | |

|  | Hechtschleimfische (Chaenopsidae) |
|  |                                   |
|  | Sandsterngucker (Dactyloscopidae) |
|  |                                   |

|  | Beschuppte Schleimfische (Labrisomidae)                                                                 |
|  | |
|  | \| \| Hechtschleimfische (Chaenopsidae) \| \| \| \| \| \| Sandsterngucker (Dactyloscopidae) \| \| \| \| |
|  | |
|  | Hechtschleimfische (Chaenopsidae)                                                                       |
|  | |
|  | Sandsterngucker (Dactyloscopidae)                                                                       |
|  | |

|  | Hechtschleimfische (Chaenopsidae) |
|  |                                   |
|  | Sandsterngucker (Dactyloscopidae) |
|  |                                   |

|  | Beschuppte Schleimfische (Labrisomidae)                                                                 |
|  | |
|  | \| \| Hechtschleimfische (Chaenopsidae) \| \| \| \| \| \| Sandsterngucker (Dactyloscopidae) \| \| \| \| |
|  | |
|  | Hechtschleimfische (Chaenopsidae)                                                                       |
|  | |
|  | Sandsterngucker (Dactyloscopidae)                                                                       |
|  | |

|  | Hechtschleimfische (Chaenopsidae) |
|  |                                   |
|  | Sandsterngucker (Dactyloscopidae) |
|  |                                   |

|  | Beschuppte Schleimfische (Labrisomidae)                                                                 |
|  | |
|  | \| \| Hechtschleimfische (Chaenopsidae) \| \| \| \| \| \| Sandsterngucker (Dactyloscopidae) \| \| \| \| |
|  | |
|  | Hechtschleimfische (Chaenopsidae)                                                                       |
|  | |
|  | Sandsterngucker (Dactyloscopidae)                                                                       |
|  | |

|  | Hechtschleimfische (Chaenopsidae) |
|  |                                   |
|  | Sandsterngucker (Dactyloscopidae) |
|  |                                   |

|  | Beschuppte Schleimfische (Labrisomidae)                                                                 |
|  | |
|  | \| \| Hechtschleimfische (Chaenopsidae) \| \| \| \| \| \| Sandsterngucker (Dactyloscopidae) \| \| \| \| |
|  | |
|  | Hechtschleimfische (Chaenopsidae)                                                                       |
|  | |
|  | Sandsterngucker (Dactyloscopidae)                                                                       |
|  | |

|  | Hechtschleimfische (Chaenopsidae) |
|  |                                   |
|  | Sandsterngucker (Dactyloscopidae) |
|  |                                   |

|  | Beschuppte Schleimfische (Labrisomidae)                                                                 |
|  | |
|  | \| \| Hechtschleimfische (Chaenopsidae) \| \| \| \| \| \| Sandsterngucker (Dactyloscopidae) \| \| \| \| |
|  | |
|  | Hechtschleimfische (Chaenopsidae)                                                                       |
|  | |
|  | Sandsterngucker (Dactyloscopidae)                                                                       |
|  | |

|  | Hechtschleimfische (Chaenopsidae) |
|  |                                   |
|  | Sandsterngucker (Dactyloscopidae) |
|  |                                   |

|  | Beschuppte Schleimfische (Labrisomidae)                                                                 |
|  | |
|  | \| \| Hechtschleimfische (Chaenopsidae) \| \| \| \| \| \| Sandsterngucker (Dactyloscopidae) \| \| \| \| |
|  | |
|  | Hechtschleimfische (Chaenopsidae)                                                                       |
|  | |
|  | Sandsterngucker (Dactyloscopidae)                                                                       |
|  | |

|  | Hechtschleimfische (Chaenopsidae) |
|  |                                   |
|  | Sandsterngucker (Dactyloscopidae) |
|  |                                   |

|  | Beschuppte Schleimfische (Labrisomidae)                                                                 |
|  | |
|  | \| \| Hechtschleimfische (Chaenopsidae) \| \| \| \| \| \| Sandsterngucker (Dactyloscopidae) \| \| \| \| |
|  | |
|  | Hechtschleimfische (Chaenopsidae)                                                                       |
|  | |
|  | Sandsterngucker (Dactyloscopidae)                                                                       |
|  | |

|  | Hechtschleimfische (Chaenopsidae) |
|  |                                   |
|  | Sandsterngucker (Dactyloscopidae) |
|  |                                   |

|  | Beschuppte Schleimfische (Labrisomidae)                                                                 |
|  | |
|  | \| \| Hechtschleimfische (Chaenopsidae) \| \| \| \| \| \| Sandsterngucker (Dactyloscopidae) \| \| \| \| |
|  | |
|  | Hechtschleimfische (Chaenopsidae)                                                                       |
|  | |
|  | Sandsterngucker (Dactyloscopidae)                                                                       |
|  | |

|  | Hechtschleimfische (Chaenopsidae) |
|  |                                   |
|  | Sandsterngucker (Dactyloscopidae) |
|  |                                   |

|  | Beschuppte Schleimfische (Labrisomidae)                                                                 |
|  | |
|  | \| \| Hechtschleimfische (Chaenopsidae) \| \| \| \| \| \| Sandsterngucker (Dactyloscopidae) \| \| \| \| |
|  | |
|  | Hechtschleimfische (Chaenopsidae)                                                                       |
|  | |
|  | Sandsterngucker (Dactyloscopidae)                                                                       |
|  | |

|  | Hechtschleimfische (Chaenopsidae) |
|  |                                   |
|  | Sandsterngucker (Dactyloscopidae) |
|  |                                   |

|  | Beschuppte Schleimfische (Labrisomidae)                                                                 |
|  | |
|  | \| \| Hechtschleimfische (Chaenopsidae) \| \| \| \| \| \| Sandsterngucker (Dactyloscopidae) \| \| \| \| |
|  | |
|  | Hechtschleimfische (Chaenopsidae)                                                                       |
|  | |
|  | Sandsterngucker (Dactyloscopidae)                                                                       |
|  | |

|  | Hechtschleimfische (Chaenopsidae) |
|  |                                   |
|  | Sandsterngucker (Dactyloscopidae) |
|  |                                   |

|  | Beschuppte Schleimfische (Labrisomidae)                                                                 |
|  | |
|  | \| \| Hechtschleimfische (Chaenopsidae) \| \| \| \| \| \| Sandsterngucker (Dactyloscopidae) \| \| \| \| |
|  | |
|  | Hechtschleimfische (Chaenopsidae)                                                                       |
|  | |
|  | Sandsterngucker (Dactyloscopidae)                                                                       |
|  | |

|  | Hechtschleimfische (Chaenopsidae) |
|  |                                   |
|  | Sandsterngucker (Dactyloscopidae) |
|  |                                   |

|  | Beschuppte Schleimfische (Labrisomidae)                                                                 |
|  | |
|  | \| \| Hechtschleimfische (Chaenopsidae) \| \| \| \| \| \| Sandsterngucker (Dactyloscopidae) \| \| \| \| |
|  | |
|  | Hechtschleimfische (Chaenopsidae)                                                                       |
|  | |
|  | Sandsterngucker (Dactyloscopidae)                                                                       |
|  | |

|  | Hechtschleimfische (Chaenopsidae) |
|  |                                   |
|  | Sandsterngucker (Dactyloscopidae) |
|  |                                   |

|  | Beschuppte Schleimfische (Labrisomidae)                                                                 |
|  | |
|  | \| \| Hechtschleimfische (Chaenopsidae) \| \| \| \| \| \| Sandsterngucker (Dactyloscopidae) \| \| \| \| |
|  | |
|  | Hechtschleimfische (Chaenopsidae)                                                                       |
|  | |
|  | Sandsterngucker (Dactyloscopidae)                                                                       |
|  | |

|  | Hechtschleimfische (Chaenopsidae) |
|  |                                   |
|  | Sandsterngucker (Dactyloscopidae) |
|  |                                   |

|  | Beschuppte Schleimfische (Labrisomidae)                                                                 |
|  | |
|  | \| \| Hechtschleimfische (Chaenopsidae) \| \| \| \| \| \| Sandsterngucker (Dactyloscopidae) \| \| \| \| |
|  | |
|  | Hechtschleimfische (Chaenopsidae)                                                                       |
|  | |
|  | Sandsterngucker (Dactyloscopidae)                                                                       |
|  | |

|  | Hechtschleimfische (Chaenopsidae) |
|  |                                   |
|  | Sandsterngucker (Dactyloscopidae) |
|  |                                   |

|  | Beschuppte Schleimfische (Labrisomidae)                                                                 |
|  | |
|  | \| \| Hechtschleimfische (Chaenopsidae) \| \| \| \| \| \| Sandsterngucker (Dactyloscopidae) \| \| \| \| |
|  | |
|  | Hechtschleimfische (Chaenopsidae)                                                                       |
|  | |
|  | Sandsterngucker (Dactyloscopidae)                                                                       |
|  | |

|  | Hechtschleimfische (Chaenopsidae) |
|  |                                   |
|  | Sandsterngucker (Dactyloscopidae) |
|  |                                   |

|  | Beschuppte Schleimfische (Labrisomidae)                                                                 |
|  | |
|  | \| \| Hechtschleimfische (Chaenopsidae) \| \| \| \| \| \| Sandsterngucker (Dactyloscopidae) \| \| \| \| |
|  | |
|  | Hechtschleimfische (Chaenopsidae)                                                                       |
|  | |
|  | Sandsterngucker (Dactyloscopidae)                                                                       |
|  | |

|  | Hechtschleimfische (Chaenopsidae) |
|  |                                   |
|  | Sandsterngucker (Dactyloscopidae) |
|  |                                   |

|  | Beschuppte Schleimfische (Labrisomidae)                                                                 |
|  | |
|  | \| \| Hechtschleimfische (Chaenopsidae) \| \| \| \| \| \| Sandsterngucker (Dactyloscopidae) \| \| \| \| |
|  | |
|  | Hechtschleimfische (Chaenopsidae)                                                                       |
|  | |
|  | Sandsterngucker (Dactyloscopidae)                                                                       |
|  | |

|  | Hechtschleimfische (Chaenopsidae) |
|  |                                   |
|  | Sandsterngucker (Dactyloscopidae) |
|  |                                   |

|  | Beschuppte Schleimfische (Labrisomidae)                                                                 |
|  | |
|  | \| \| Hechtschleimfische (Chaenopsidae) \| \| \| \| \| \| Sandsterngucker (Dactyloscopidae) \| \| \| \| |
|  | |
|  | Hechtschleimfische (Chaenopsidae)                                                                       |
|  | |
|  | Sandsterngucker (Dactyloscopidae)                                                                       |
|  | |

|  | Hechtschleimfische (Chaenopsidae) |
|  |                                   |
|  | Sandsterngucker (Dactyloscopidae) |
|  |                                   |

|  | Beschuppte Schleimfische (Labrisomidae)                                                                 |
|  | |
|  | \| \| Hechtschleimfische (Chaenopsidae) \| \| \| \| \| \| Sandsterngucker (Dactyloscopidae) \| \| \| \| |
|  | |
|  | Hechtschleimfische (Chaenopsidae)                                                                       |
|  | |
|  | Sandsterngucker (Dactyloscopidae)                                                                       |
|  | |

|  | Hechtschleimfische (Chaenopsidae) |
|  |                                   |
|  | Sandsterngucker (Dactyloscopidae) |
|  |                                   |

|  | Beschuppte Schleimfische (Labrisomidae)                                                                 |
|  | |
|  | \| \| Hechtschleimfische (Chaenopsidae) \| \| \| \| \| \| Sandsterngucker (Dactyloscopidae) \| \| \| \| |
|  | |
|  | Hechtschleimfische (Chaenopsidae)                                                                       |
|  | |
|  | Sandsterngucker (Dactyloscopidae)                                                                       |
|  | |

|  | Hechtschleimfische (Chaenopsidae) |
|  |                                   |
|  | Sandsterngucker (Dactyloscopidae) |
|  |                                   |

|  | Beschuppte Schleimfische (Labrisomidae)                                                                 |
|  | |
|  | \| \| Hechtschleimfische (Chaenopsidae) \| \| \| \| \| \| Sandsterngucker (Dactyloscopidae) \| \| \| \| |
|  | |
|  | Hechtschleimfische (Chaenopsidae)                                                                       |
|  | |
|  | Sandsterngucker (Dactyloscopidae)                                                                       |
|  | |

|  | Hechtschleimfische (Chaenopsidae) |
|  |                                   |
|  | Sandsterngucker (Dactyloscopidae) |
|  |                                   |

|  | Beschuppte Schleimfische (Labrisomidae)                                                                 |
|  | |
|  | \| \| Hechtschleimfische (Chaenopsidae) \| \| \| \| \| \| Sandsterngucker (Dactyloscopidae) \| \| \| \| |
|  | |
|  | Hechtschleimfische (Chaenopsidae)                                                                       |
|  | |
|  | Sandsterngucker (Dactyloscopidae)                                                                       |
|  | |

|  | Hechtschleimfische (Chaenopsidae) |
|  |                                   |
|  | Sandsterngucker (Dactyloscopidae) |
|  |                                   |

|  | Beschuppte Schleimfische (Labrisomidae)                                                                 |
|  | |
|  | \| \| Hechtschleimfische (Chaenopsidae) \| \| \| \| \| \| Sandsterngucker (Dactyloscopidae) \| \| \| \| |
|  | |
|  | Hechtschleimfische (Chaenopsidae)                                                                       |
|  | |
|  | Sandsterngucker (Dactyloscopidae)                                                                       |
|  | |

|  | Hechtschleimfische (Chaenopsidae) |
|  |                                   |
|  | Sandsterngucker (Dactyloscopidae) |
|  |                                   |

|  | Beschuppte Schleimfische (Labrisomidae)                                                                 |
|  | |
|  | \| \| Hechtschleimfische (Chaenopsidae) \| \| \| \| \| \| Sandsterngucker (Dactyloscopidae) \| \| \| \| |
|  | |
|  | Hechtschleimfische (Chaenopsidae)                                                                       |
|  | |
|  | Sandsterngucker (Dactyloscopidae)                                                                       |
|  | |

|  | Hechtschleimfische (Chaenopsidae) |
|  |                                   |
|  | Sandsterngucker (Dactyloscopidae) |
|  |                                   |

|  | Beschuppte Schleimfische (Labrisomidae)                                                                 |
|  | |
|  | \| \| Hechtschleimfische (Chaenopsidae) \| \| \| \| \| \| Sandsterngucker (Dactyloscopidae) \| \| \| \| |
|  | |
|  | Hechtschleimfische (Chaenopsidae)                                                                       |
|  | |
|  | Sandsterngucker (Dactyloscopidae)                                                                       |
|  | |

|  | Hechtschleimfische (Chaenopsidae) |
|  |                                   |
|  | Sandsterngucker (Dactyloscopidae) |
|  |                                   |

|  | Beschuppte Schleimfische (Labrisomidae)                                                                 |
|  | |
|  | \| \| Hechtschleimfische (Chaenopsidae) \| \| \| \| \| \| Sandsterngucker (Dactyloscopidae) \| \| \| \| |
|  | |
|  | Hechtschleimfische (Chaenopsidae)                                                                       |
|  | |
|  | Sandsterngucker (Dactyloscopidae)                                                                       |
|  | |

|  | Hechtschleimfische (Chaenopsidae) |
|  |                                   |
|  | Sandsterngucker (Dactyloscopidae) |
|  |                                   |

|  | Beschuppte Schleimfische (Labrisomidae)                                                                 |
|  | |
|  | \| \| Hechtschleimfische (Chaenopsidae) \| \| \| \| \| \| Sandsterngucker (Dactyloscopidae) \| \| \| \| |
|  | |
|  | Hechtschleimfische (Chaenopsidae)                                                                       |
|  | |
|  | Sandsterngucker (Dactyloscopidae)                                                                       |
|  | |

|  | Hechtschleimfische (Chaenopsidae) |
|  |                                   |
|  | Sandsterngucker (Dactyloscopidae) |
|  |                                   |

|  | Beschuppte Schleimfische (Labrisomidae)                                                                 |
|  | |
|  | \| \| Hechtschleimfische (Chaenopsidae) \| \| \| \| \| \| Sandsterngucker (Dactyloscopidae) \| \| \| \| |
|  | |
|  | Hechtschleimfische (Chaenopsidae)                                                                       |
|  | |
|  | Sandsterngucker (Dactyloscopidae)                                                                       |
|  | |

|  | Hechtschleimfische (Chaenopsidae) |
|  |                                   |
|  | Sandsterngucker (Dactyloscopidae) |
|  |                                   |

|  | Beschuppte Schleimfische (Labrisomidae)                                                                 |
|  | |
|  | \| \| Hechtschleimfische (Chaenopsidae) \| \| \| \| \| \| Sandsterngucker (Dactyloscopidae) \| \| \| \| |
|  | |
|  | Hechtschleimfische (Chaenopsidae)                                                                       |
|  | |
|  | Sandsterngucker (Dactyloscopidae)                                                                       |
|  | |

|  | Hechtschleimfische (Chaenopsidae) |
|  |                                   |
|  | Sandsterngucker (Dactyloscopidae) |
|  |                                   |

|  | Beschuppte Schleimfische (Labrisomidae)                                                                 |
|  | |
|  | \| \| Hechtschleimfische (Chaenopsidae) \| \| \| \| \| \| Sandsterngucker (Dactyloscopidae) \| \| \| \| |
|  | |
|  | Hechtschleimfische (Chaenopsidae)                                                                       |
|  | |
|  | Sandsterngucker (Dactyloscopidae)                                                                       |
|  | |

|  | Hechtschleimfische (Chaenopsidae) |
|  |                                   |
|  | Sandsterngucker (Dactyloscopidae) |
|  |                                   |

|  | Beschuppte Schleimfische (Labrisomidae)                                                                 |
|  | |
|  | \| \| Hechtschleimfische (Chaenopsidae) \| \| \| \| \| \| Sandsterngucker (Dactyloscopidae) \| \| \| \| |
|  | |
|  | Hechtschleimfische (Chaenopsidae)                                                                       |
|  | |
|  | Sandsterngucker (Dactyloscopidae)                                                                       |
|  | |

|  | Hechtschleimfische (Chaenopsidae) |
|  |                                   |
|  | Sandsterngucker (Dactyloscopidae) |
|  |                                   |

|  | Beschuppte Schleimfische (Labrisomidae)                                                                 |
|  | |
|  | \| \| Hechtschleimfische (Chaenopsidae) \| \| \| \| \| \| Sandsterngucker (Dactyloscopidae) \| \| \| \| |
|  | |
|  | Hechtschleimfische (Chaenopsidae)                                                                       |
|  | |
|  | Sandsterngucker (Dactyloscopidae)                                                                       |
|  | |

|  | Hechtschleimfische (Chaenopsidae) |
|  |                                   |
|  | Sandsterngucker (Dactyloscopidae) |
|  |                                   |

|  | Beschuppte Schleimfische (Labrisomidae)                                                                 |
|  | |
|  | \| \| Hechtschleimfische (Chaenopsidae) \| \| \| \| \| \| Sandsterngucker (Dactyloscopidae) \| \| \| \| |
|  | |
|  | Hechtschleimfische (Chaenopsidae)                                                                       |
|  | |
|  | Sandsterngucker (Dactyloscopidae)                                                                       |
|  | |

|  | Hechtschleimfische (Chaenopsidae) |
|  |                                   |
|  | Sandsterngucker (Dactyloscopidae) |
|  |                                   |

|  | Beschuppte Schleimfische (Labrisomidae)                                                                 |
|  | |
|  | \| \| Hechtschleimfische (Chaenopsidae) \| \| \| \| \| \| Sandsterngucker (Dactyloscopidae) \| \| \| \| |
|  | |
|  | Hechtschleimfische (Chaenopsidae)                                                                       |
|  | |
|  | Sandsterngucker (Dactyloscopidae)                                                                       |
|  | |

|  | Hechtschleimfische (Chaenopsidae) |
|  |                                   |
|  | Sandsterngucker (Dactyloscopidae) |
|  |                                   |

|  | Beschuppte Schleimfische (Labrisomidae)                                                                 |
|  | |
|  | \| \| Hechtschleimfische (Chaenopsidae) \| \| \| \| \| \| Sandsterngucker (Dactyloscopidae) \| \| \| \| |
|  | |
|  | Hechtschleimfische (Chaenopsidae)                                                                       |
|  | |
|  | Sandsterngucker (Dactyloscopidae)                                                                       |
|  | |

|  | Hechtschleimfische (Chaenopsidae) |
|  |                                   |
|  | Sandsterngucker (Dactyloscopidae) |
|  |                                   |